# Danger (방탄소년단의 노래)
〈Danger〉는 방탄소년단의 첫 번째 정규 음반 《DARK&WILD》의 타이틀 곡이다. 2014년 8월 20일에 발표하였다.

## 차트
| 차트                           | 최고순위 |
| ------------------------------ | -------- |
| 가온 주간 디지털 차트          | 58       |
| 가온 주간 다운로드 차트        | 44       |
| 가온 주간 BGM 차트             | 36       |
| 가온 주간 모바일 차트 (벨소리) | 71       |